# Dichter

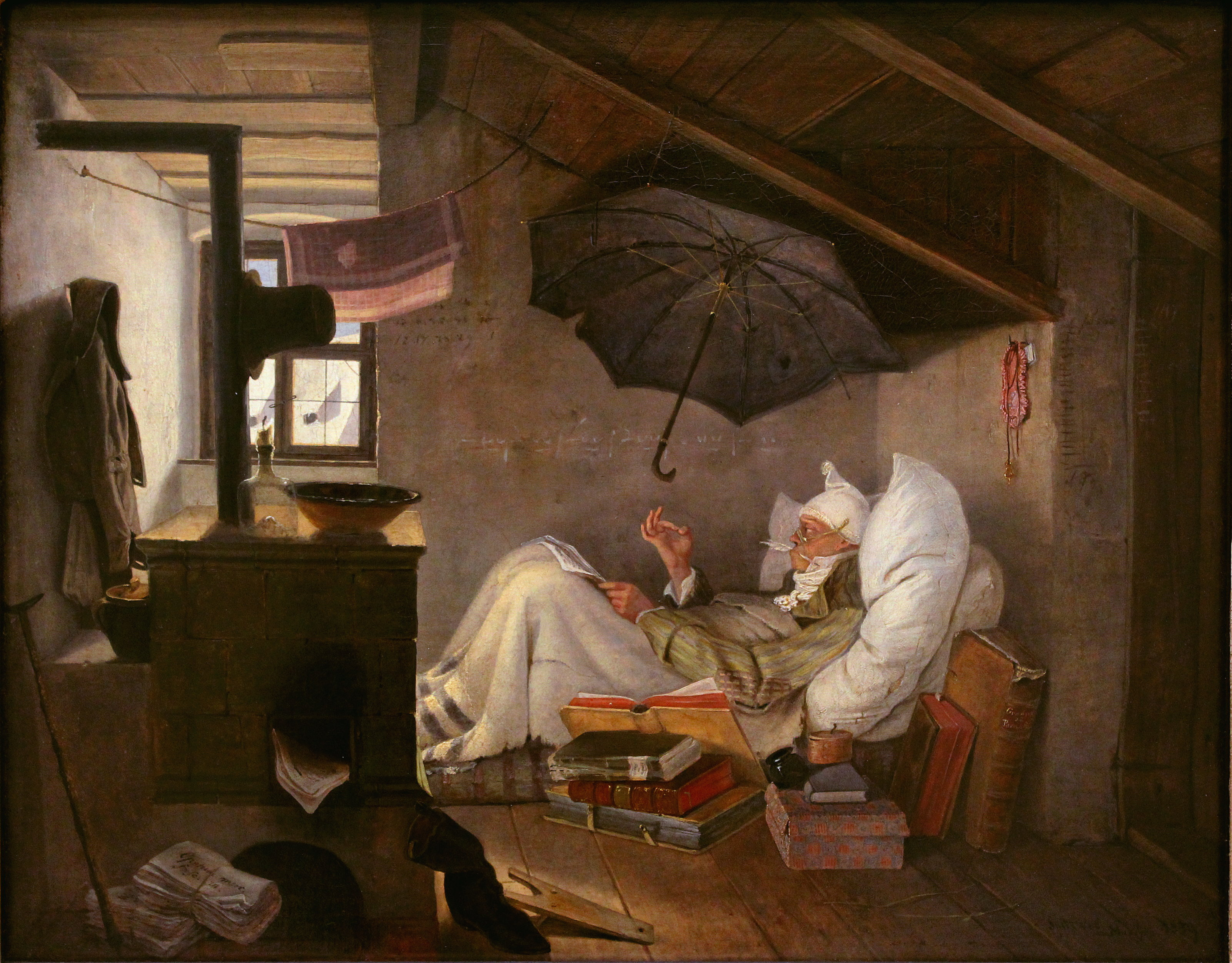
De arme dichter, schilderij van Carl Spitzweg uit 1839

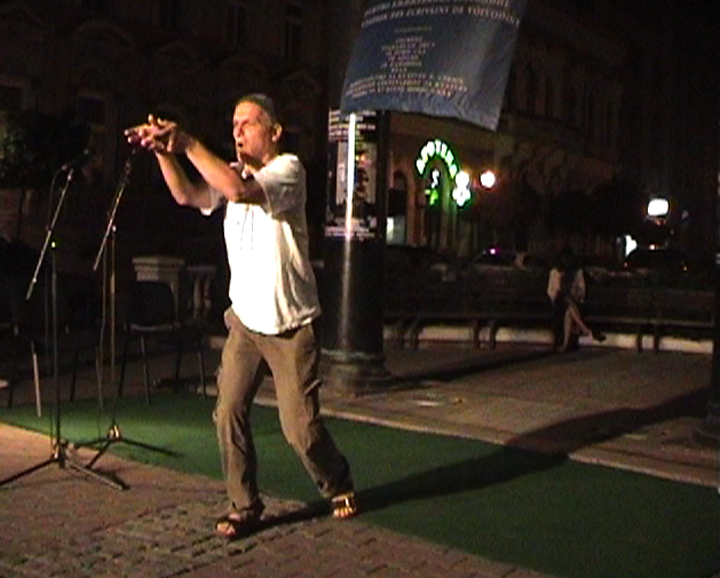
Dichtperformance door Christian Ide Hintze, Novi Sad, 2008

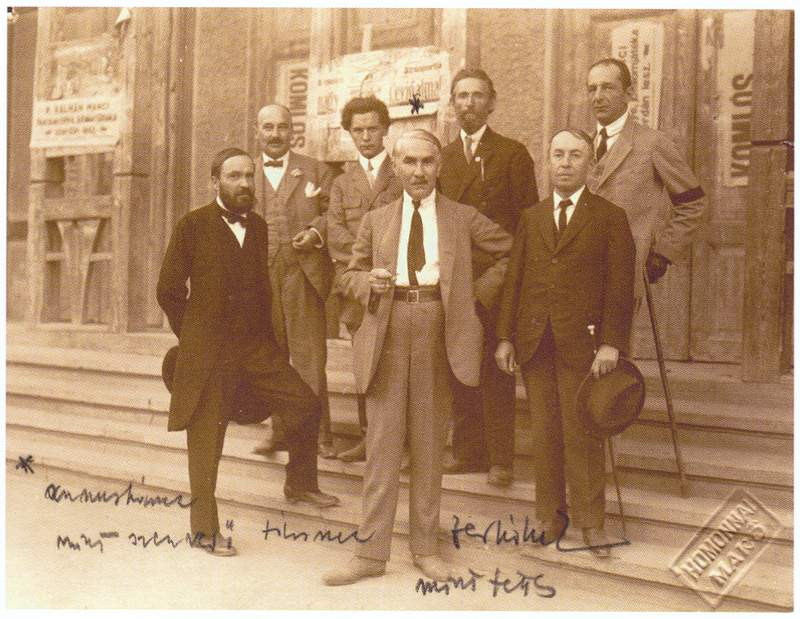
Hongaarse dichters en schrijvers voor het Hollósy Komélia Theater in Makó, 1924. Voorste rij: Gyula Juhász, Ferenc Móra en Ödön Réti. Achterste rij: János Espersit, Attila József, Lajos Károlyi en Endre Vertán.

Een dichter, dichteres of poëet is iemand die poëzie schrijft.
Het woord 'dichter' gaat terug op het Latijnse dictāre, dat ‘met nadruk zeggen' betekent. Het woord 'poëet' hangt net als 'poëzie' samen met het Griekse werkwoord ποιεῖν (poiein), dat onder meer 'creëren' betekent.
De dichter kan gezien worden als de erfgenaam van een lange mondelinge traditie waarin de muzikaliteit van de tekst benadrukt wordt. Dichters bestaan al zeker sinds de oudheid, in verschillende culturen en periodes. De geschiedenis van dichters is zo divers als de literatuur die ze hebben geproduceerd.
Dichters zijn in het algemeen schrijvers die het gedicht als hun belangrijkste creatieve product zien. Een echt sluitende definitie ontbreekt, want zoiets als een 'beroepsgroep van dichters' bestaat niet. Soms wordt al eens het onderscheid gemaakt tussen 'echte' dichters en zondagsdichters, maar ook dat is arbitrair. Heel wat dichters die nu geroemd worden, zoals Hugo Claus, gaven als beginnende dichters hun poëziebundels in eigen beheer uit. Wat iemand tot dichter maakt is dus niet direct gerelateerd aan succes of publicatie in een bekend tijdschrift.
Het romantische beeld van de dichter is iemand met een verhoogde gevoeligheid, een visionair.